# جی‌زدال۱۸۴
جی‌زدال۱۸۴ (به انگلیسی: JZL184) با فرمول شیمیایی C۲۷H۲۴N۲O۹ یک ترکیب شیمیایی است. که جرم مولی آن ۵۲۰٫۱۵ g/mol می‌باشد. شکل ظاهری این ترکیب، جامد زرد کمرنگ است.